# Al-Battani
Cette page contient des caractères spéciaux ou non latins. S’ils s’affichent mal (▯, ?, etc.), consultez la page d’aide Unicode.
Al-Battani (en arabe : البطني, Al-Batānī), connu en Occident sous le nom latinisé d'Albate(g)nius et en français Albatègne, est un astronome et mathématicien arabe du Xe siècle parfois désigné comme le « Ptolémée des Arabes ». Ses écrits ont considérablement influencé l'astronomie européenne,.

## Biographie
Al-Battani est né probablement avant 858 de notre ère dans la ville de Battan dans la province d'Harran, près de l'actuelle Şanlıurfa au sud-est de l'Anatolie, comme l'indique son gentilé. Son épithète as-Sabi suggère que ses ancêtres étaient de religion sabéenne, mais son nom complet montre qu'il est lui-même musulman. Certains orientalistes européens lui attribuent des origines princières. Dans le développement de la science et de l’astronomie, Al-Battani est l’un des savants les plus importants grâce à toutes ses observations.Il a d’abord été éduqué et sans doute formé par son père Jabir Ibn Sinan Al-Battani qui était un scientifique et artisan d'instrument astronomique notable de l'époque. Par la suite, il est parti s’installer à Raqqa où il compléta sa formation, et travailla. Il voyagea aussi à Damas, Antioche et Bagdad avant de repartir au début du Xe siècle s'installer à Raqqa mais il meurt non loin de Samarra, sur le chemin du retour en 929.
Ses premières recherches astronomiques ont été faites à son lieu de naissance, à Raqqa. Elles datent de l’an 264 H/877 AD. Les recherches d’Al-Battani deviennent des travaux importants en mathématiques et en astronomie pour le monde. Plusieurs savants européens s'inspirent de ses livres pour effectuer leurs travaux pendant plusieurs siècles.

## Astronomie

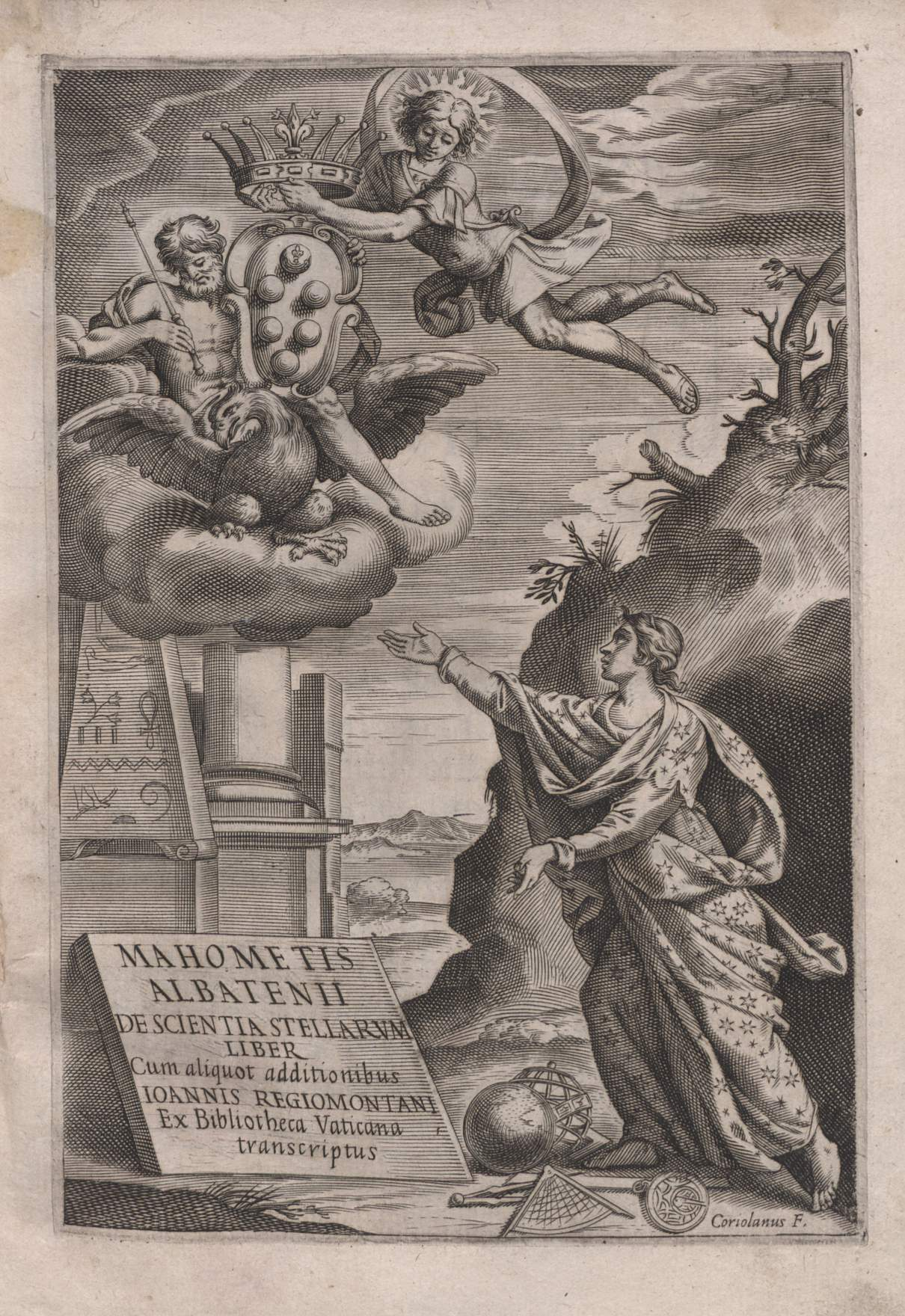
De scientia stellarum, 1645

Son œuvre majeure est le Kitāb az-Zīj al-Sabi (le « Livre des tables sabéennes »), composé de 57 chapitres. Le Kitab-al-Fihrist du bibliographe Ibn al-Nadim, publié en 988 -  index encyclopédique des principaux ouvrages musulmans du Xe siècle décrivant brièvement certains des auteurs de cette littérature - cite un certain nombre d'œuvres d'al-Battani. Dans son livre, Al-Battani nous présente un grand nombre de différents problèmes astronomiques. Son ouvrage contient la mesure des éléments de l’Almageste (le sujet des mouvements planétaires en particulier). À la fin de son texte, il encourage la construction de plusieurs instruments astronomiques importants pour l’avancement de l’astronomie.
Al-Battani a corrigé certains calculs de Ptolémée et a produit de nouvelles tables pour le Soleil et pour la Lune, qui ont longtemps fait autorité. Il effectua ces corrections grâce à ses observations et à sa connaissance de la trigonométrie. Il a aussi traité la division de la sphère céleste. Il a découvert le mouvement de l'apogée du Soleil, calculé les valeurs de la précession d'un équinoxe (54,5" par an) et l'inclinaison de l'axe terrestre (23° 35'). Al-Battani a montré que la distance entre le Soleil et la Terre varie beaucoup au cours d’une même année, mais, comme le souligne Swerdlow, l'influence de Ptolémée été encore très forte à cette époque ce qui expliquerait qu’al-Battani n'a probablement pas osé revendiquer une valeur différente de la distance proposée par Ptolémée. Il a enregistré plus de 489 étoiles, a affiné la valeur de la durée d'une année à la valeur de 365 jours 5 heures 48 minutes 24 secondes. En lieu et place d'utiliser des méthodes géométriques, comme Ptolémée, Al-Battani utilise des méthodes trigonométriques.

### Influences et postérité
L'encyclopédiste égyptien du XIIe siècle Al-Qifti, dans son histoire biographique Ta’rīkh al-Ḥukamā', mentionne la contribution d'Al-Battānī aux progrès de l'observation astronomique et des calculs basés sur l'Almageste de Ptolémée. Dans le développement de la science et de l’astronomie, Al-Battani est l’un des savants les plus importants grâce à toutes ses observations.Son Zij a été traduit en latin sous le titre de De Motu Stellarum (littéralement sur le mouvement des étoiles) par Platon de Tivoli en 1116, ainsi que par Robert de Chester, avant d’être imprimé en 1537 par Melanchthon, annoté par Regiomontanus, puis à nouveau en 1645 à Bologne. Le manuscrit original de Platon est conservé à la bibliothèque du Vatican. La bibliothèque de l'Escorial possède un manuscrit de chronologie astronomique d'al-Battani. Une traduction espagnole a aussi était réalisée au XIIIe siècle. Al-Battani a énormément influencé le développement de l’astronomie en général et notamment les travaux de Tycho Brahe, Kepler, Galilée et Copernic.
L'astronome Copernic dans son ouvrage Revolutionibus orbium coelestium, publié en 1543, se réfère à Al-Battani le citant sous le nom latin de "Albategnius".
Un cratère lunaire porte son nom latinisé Albategnius en son honneur.

## Mathématiques
Probablement sans connaître les travaux de l'astronome indien du Ve siècle Âryabhata, il a introduit l'usage du sinus dans les calculs, et en partie celui de la tangente, formant ainsi des bases du calcul trigonométrique moderne. Il a utilisé les idées d'al-Marwazi sur les tangentes (ou « ombres ») pour développer des méthodes de calcul des tangentes et des cotangentes, et il en a dressé des tables.
Il a créé plusieurs formules trigonométriques :
{\displaystyle \tan a={\frac {\sin a}{\cos a}}}
{\displaystyle \sec a={\sqrt {1+\tan ^{2}a}}}
Il a aussi résolu l'équation
{\displaystyle \sin x=a\cos x\,}
en la traduisant par l'équation suivante:
{\displaystyle \sin x={\frac {a}{\sqrt {1+a^{2}}}}}

## Travaux et ouvrages
- Kitāb az-Zīj ("Livre des tables astronomiques"): L'ouvrage majeur d'Al-Battānī.
- Kitāb Zīj al-Ṣābī , publié par Carlo Alfonso Nallino au XIXe siècle et basée sur un manuscrit arabe conservé à la bibliothèque de l'Escorial.
- Arbarā Mākālāt («Quatre discours»); un commentaire sur le Quadripartitum de apotelesmatibus e judiciis astrorum de Ptolémée. L'encyclopédiste du Xe siècle Isḥāq al-Nadīm dans son Kitāb al-Fihrist répertorie al-Battānī parmi les auteurs des commentaires de ce livres.
- Marifat Matāli'l Buruj («Connaissance des lieux des signes zodiacaux»)
- Kitāb fī Mikdār il-Ittisālāt; traité sur les quatre quarts de la sphère.

## Dans la culture populaire
Un vaisseau spatial de l'univers de Star Trek: Voyager est nommé d'après le nom d'Al-Battani.

### Œuvres
- Al-Battânî sive Albattenii Opus astronomicum, édi. par Carlo Alfonso Nallino, Milan, 3 vol., 1899-1907, rééd. Francfort-sur-le-Main 1997.
- (en) Benno van Dalen, « Battānī: Abū ʿAbd Allāh Muḥammad ibn Jābir ibn Sinān al‐Battānī al‐Ḥarrānī al‐Ṣābiʾ », dans Thomas Hockey, Biographical Encyclopedia of Astronomers, Springer, 2007 (ISBN 978-0-387-31022-0, lire en ligne), p. 101-103
- (en) Willy Hartner, « Al-Battān », dans Complete Dictionary of Scientific Biography, Détroit, éditions Scribner, 2008 (ISBN 978-0-684-31559-1, lire en ligne).
- Biography in Encyclopaedia Britannica.
- Biography Muslim Scholars and Scientists, Dr W. Hazmy C.H., Dr Zainurashid Z. and Dr Hussaini R.  (ISBN 983-2740-00-2)
- Al-Battani, Encylopedia of Islam (Leiden, 1960).

### Études
- Encyclopaedia Britannica, "Albategnius"

- P Kunitzsch, New light on al-Battani's Zij, Centaurus 18 (1973/74), 270-274.

- Y Maeyama, Determination of the Sun's orbit (Hipparchus, Ptolemy, al-Battani, Copernicus, Tycho Brahe), Arch. Hist. Exact Sci. 53 (1) (1998), 1-49.
- K Maghout, al-Battani : un grand astronome et mathématicien arabe, Bull. Études Orient. 41(42) (1989/90), 55-58.
- F J Ragep, Al-Battani, cosmology, and the early history of trepidation in Islam, in From Baghdad to Barcelona, Zaragoza, 1993 I, II (Barcelona, 1996), 267-298.
- N Swerdlow, Al-Battani 's determination of the solar distance, Centaurus 17 (2) (1972), 97-105.